# José Castro (Fußballspieler, 2001)
José Ignacio Castro Mena (* 13. Oktober 2001 in Santiago) ist ein chilenischer Fußballspieler auf der Position des Außenverteidigers.

## Karriere
José Castro, auch Pepeca genannt, spielte in der Jugend von CF Universidad de Chile und kam im März 2021 beim Spiel in der Copa Libertadores zu seinem Profidebüt, nachdem viele Spieler der ersten Mannschaft wegen COVID-19 in Quarantäne bleiben mussten. Ein Jahr später, im März 2022, unterschrieb der Außenverteidiger dann einen Profivertrag.